# Anglesqueville-l’Esneval
Anglesqueville-l’Esneval település Franciaországban, Seine-Maritime megyében. Lakosainak száma 674 fő (2022. január 1.). Anglesqueville-l’Esneval Villainville, Criquetot-l’Esneval, Gonneville-la-Mallet és Turretot községekkel határos.

## Népesség
A település népességének változása:
| Lakosok száma | 534  | 558  | 590  | 598  | 623  | 648  | 662  | 668  | 674  |
|               | 2013 | 2015 | 2016 | 2017 | 2018 | 2019 | 2020 | 2021 | 2022 |